# Fletcher (Vermont)
Fletcher è un comune degli Stati Uniti d'America, situato nello Stato del Vermont e in particolare nella contea di Franklin.